# Isabel Parra
 (août 2015).
Si vous disposez d'ouvrages ou d'articles de référence ou si vous connaissez des sites web de qualité traitant du thème abordé ici, merci de compléter l'article en donnant les références utiles à sa vérifiabilité et en les liant à la section « Notes et références ».
Isabel Parra, dont le nom complet est Violeta Isabel Cereceda Parra (née à Santiago le 29 septembre 1939), est une auteur-compositrice-interprète chilienne, et spécialiste du folklore de son pays. Elle est la fille de Violeta Parra et la sœur d'Ángel Parra. En tant que membre de la famille Parra, c'est une des principales représentantes de la Nouvelle Chanson chilienne.

## Discographie
Isabelle Parra a produit plus de 20 disques comme soliste, mais également de nombreux albums où elle chante avec son frère, en tant que duo Isabel y Ángel Parra, et des albums auxquels elle participe avec d'autres artistes.

### Isabel y Ángel Parra
- 1963 - Au Chili avec los Parra de Chillán
- 1966 - Los Parra de Chile
- 1967 - De Violeta Parra
- 1968 - La peña de los Parra, vol. II
- 1976 - Isabel y Ángel Parra
- 1981 - Isabel et Ángel Parra

### Comme soliste
- 1966 - Isabel Parra
- 1968 - Isabel Parra, vol. 2
- 1969 - Cantando por amor
- 1970 - Violeta Parra
- 1971 - De aquí y de allá
- 1972 - Canto para una semilla (avec Inti-Illimani et Carmen Bunster)
- 1972 - Isabel Parra y parte del Grupo de Experimentación Sonora del ICAIC (avec le GESI)
- 1974 - Vientos del pueblo (avec Patricio Castillo)
- 1976 - Isabel Parra de Chile
- 1976 - Recital Club Vanguardia (avec Patricio Castillo)
- 1977 - Cantos de Violeta
- 1978 - Canto per un seme (avec Inti-Illimani et Edmonda Aldini)
- 1978 - Canto para una semilla (avec Inti-Illimani et Marés González)
- 1978 - Isabel Parra en Cuba
- 1979 - Acerca de quien soy y no soy
- 1983 - Tu voluntad más fuerte que el destierro
- 1985 - Chant pour une semence (avec Inti-Illimani et Francesca Solleville)
- 1987 - Enlaces
- 1994 - Lámpara melodiosa (Como dos ríos)
- 2000 - Colores
- 2002 - Poemas
- 2003 - Ni toda la tierra entera (CD del libro)